# 反鳥屬
反鳥（學名：Enantiornis leali）是一種掠食性的鳥翼類恐龍，是反鳥目反鳥科反鳥屬的唯一個已知物種，生存於白堊紀晚期的阿根廷。
反鳥是反鳥亞綱中較大體型的成員，體長約1米。其生態位像中等體型的兀鷲或鷹。
反鳥算是鳥龍鳥的近親，但準確關係不明。兩者一同被分類到反鳥目中。
由於最初低估了反鳥亞綱的多樣性，原有反鳥屬中的其他亞洲物種現已被分配到其他分類中。Enantiornis martini現已分類在棲息鳥中，而Enantiornis walkeri也臨時分類到發現鳥中。